# Giancarlo Facchinetti

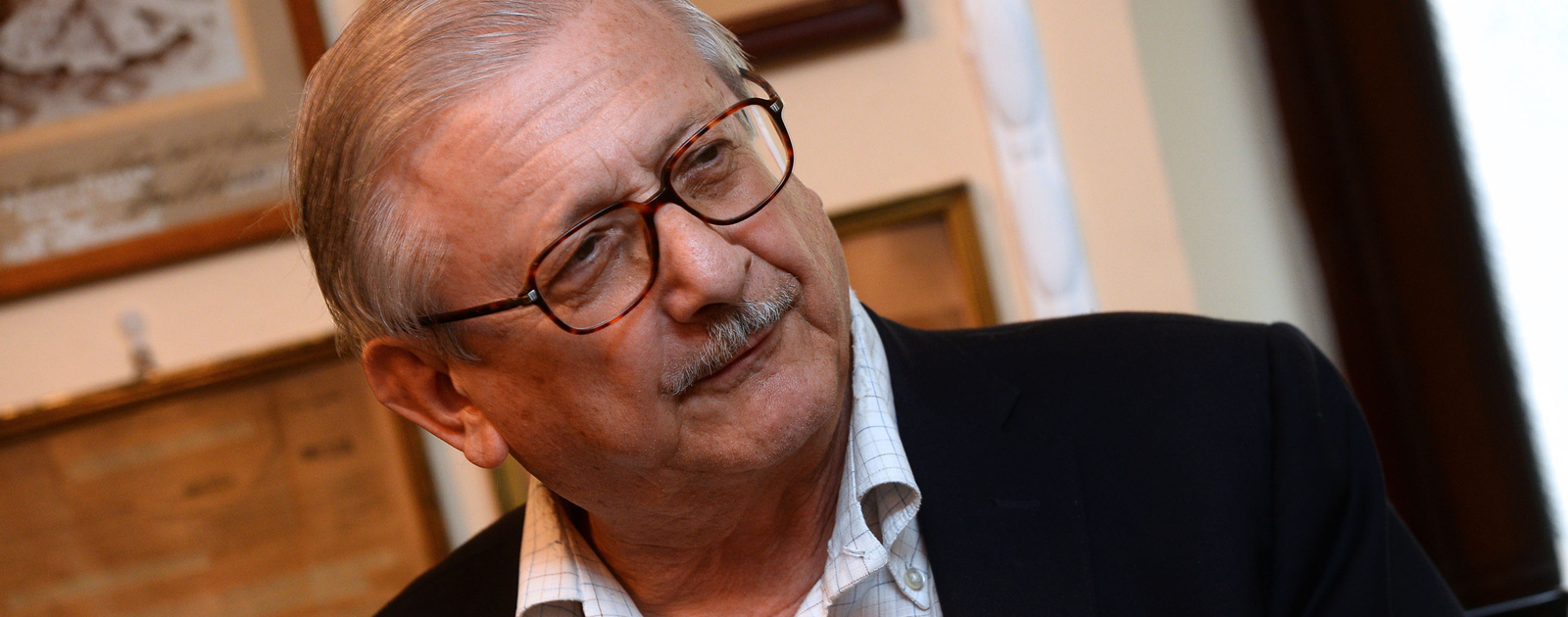
Giancarlo Facchinetti

Giancarlo Facchinetti (Brescia, 4 aprile 1936 – Brescia, 6 giugno 2017) è stato un compositore, pianista e direttore d'orchestra italiano oltre che insegnante e direttore di conservatorio.

## Biografia
Diplomato in pianoforte, composizione, direzione d’orchestra, musica corale e direzione di coro, studiò con Ada Carati, Bruno Bettinelli, Amerigo Bortone, Guido Farina e Antonino Votto. Figure determinanti per la sua formazione, sebbene non nella veste di insegnanti ufficiali, furono inoltre Franco Margola e Camillo Togni.
Pianista attivo anche in ambito cameristico – in particolare in duo con il violoncellista Luigi Bossoni – si dedicò prevalentemente alla composizione e alla direzione d’orchestra. Dopo aver diretto l’orchestra dell’istituto musicale “Venturi” di Brescia, che sarebbe poi diventato il Conservatorio “Luca Marenzio", nel 1985 fondò l’Orchestra da Camera di Brescia, con la quale svolse intensa attività in Italia e all’estero. Fu tra i fondatori dell’Associazione Giovani Musicisti Contemporanei (GMC), presidente delle “Settimane Barocche” di Brescia, segretario del “Centro Studi Luca Marenzio” e membro della Deputazione del Teatro Grande di Brescia.
Come compositore, vinse concorsi nazionali ed internazionali, tra cui il premio "Viotti" del 1960.
Il suo catalogo, che comprende oltre trecento lavori, spazia dal repertorio sinfonico a quello cameristico, e comprende operine da camera, musiche di scena per spettacoli di prosa, musica sacra - fra cui Passio Christi, le opere La finta luna, su testo di Nanni Garella da un racconto di Jules Laforgue, e Il cavaliere genovese, su testo del fratello Alberto Facchinetti da un racconto di Heinrich von Kleist, la cantata scenica Viaggio musicale all’inferno, su libretto di Andrea Faini, le opere in un atto Sarà forse Maria e La sposa sull’acqua, entrambe su testo di Fernanda Calati. Le sue composizioni sono state eseguite alla Rai e in numerose città italiane ed europee. Ha pubblicato per gli editori Sonzogno, Eufonia, Oca del Cairo e Sonitus.
Fu inoltre docente nei Conservatori di Parma, Verona, Bolzano e infine a Brescia, dove ricoprì l’incarico di direttore dal 1979 al 1981. Insegnò presso la Scuola Diocesana di musica "Santa Cecilia" di Brescia.
Tra i riconoscimenti che gli furono assegnati, la Medaglia d’Oro per meriti artistici conferita dal sindaco di Brescia nel 2006, il titolo di Accademico dell’Ateneo di Brescia e il premio Mauro Ranieri nel 2012. Nel 2018, il Comune di Brescia lo ha inserito nel Famedio del Cimitero Vantiniano tra i bresciani illustri.

## Musica
Dopo una fase giovanile influenzata dallo stile di Béla Bartók e Sergej Prokof'ev, Facchinetti - soprattutto a causa dell'influenza di Togni e dopo l'ascolto del Wozzeck di Alban Berg - aderì alla scuola dodecafonica, contribuendo anche all'evoluzione di questo linguaggio con l'utilizzo delle micro-serie, sequenze ricavate dagli spazi esistenti tra le note della serie originale che consentono di ricreare temporanee aggregazioni tonali.
Malgrado l’adesione al linguaggio seriale, Facchinetti sviluppò nella sua opera un marcato eclettismo, mescolando influenze stilistiche molto diverse come il barocco, il melodramma ottocentesco, il jazz e il varietà.  Ciò, in opposizione all'atteggiamento programmaticamente autoreferenziale di molti autori del Novecento, risponde all'esigenza di mantenere vivo un canale di comunicazione con l'ascoltatore, come ha scritto Renzo Cresti: «Per Facchinetti la musica deve essere comunque espressiva e l'espressività si basa sul dialogo, non solo dialogo tra le parti, ma anche tra compositore e pubblico».

### Opere liriche
- L'esecuzione con delicatezza, farsa tragica per due recitanti, coro di voci bianche, strumenti e colpo d'arma da fuoco da un racconto di Dino Buzzati (1983)
- La moglie con le ali, opera da salotto per voci, recitanti, coro di voci bianche e pianoforte a quattro mani da un racconto di Dino Buzzati (1984)
- La finta luna, su libretto di Nanni Garella da un racconto di Jules Laforgue (1987)
- Mephisto-polka ovvero le disavventure di Stefania e Lucia, opera da salotto per due soprani e cinque strumenti su testo di Alberto Facchinetti (1992)
- L'eredità, mini opera da salotto per soprano, basso e cinque strumenti su libretto di Alberto Facchinetti (1996)
- Sarà forse Maria..., opera in un atto per soprano, baritono, basso, attori e piccola orchestra su libretto di Fernanda Calati (1997)
- La sposa sull'acqua, opera in un atto per soprano, tenore, baritono e cinque strumenti su libretto di Fernanda Calati (1998)
- Il cavaliere genovese, opera lirica in un prologo, due atti e un epilogo su libretto di Alberto Facchinetti da un racconto di Heinrich Von Kleist (1999)
- Edipo, opera in un atto e quattro quadri su libretto di Alberto Facchinetti (2007)
- Viaggio musicale all'inferno, cantata scenica su libretto di Andrea Faini per piccolo complesso e gruppo vocale (2017)

### Operine per l'infanzia
- Il re che doveva morire, cantata per soli, voci bianche e strumenti da una fiaba di Gianni Rodari (1982)
- Il gigante egoista, cantata per soli, coro e strumenti dalla favola di Oscar Wilde (1987)
- Le fiabe ritrovate, fiaba per ragazzi per voci recitanti, coro di voci bianche e piccola orchestra su libretto di Alberto Facchinetti (1994)

### Cantate
- Cantata n. 1 per mezzosoprano e piccola orchestra "Epitaffio di Canace" su testo di Marziale (1960)
- Cantata n. 2 per soprano, tenore, basso e sei strumenti su testo di Fráňa Šrámek (1962)
- Cantata n. 3 per soprano, coro maschile, due clarinetti e archi "Colore di pioggia e di vento" su testo di Salvatore Quasimodo (1964)
- Cantata n. 4 per coro misto, cinque archi e pianoforte su testo di Franco Braga (1965)
- Cantata n. 5 per voce femminile, sei strumenti e percussioni "Epigrafe " su testo di Lento Goffi (1967)
- Cantata n. 6 per voce e cinque strumenti "Catulli carmina" su testo di Catullo (1993)
- Cantata n. 7 per sette strumenti e baritono su testo di Dante Alighieri (2009)
- Cantata n. 8 per mezzosoprano, coro misto e orchestra da camera "La verità musicale della vita" su testo di Papa Paolo VI (2013)
- Cantata n. 9 per mezzosoprano e otto strumenti "O lampade di fuoco" (per Tullio Stefani) (2014)

### Musica orchestrale
- Variazioni per orchestra (1961)
- Divertimento per orchestra (1962)
- Quattro pezzi per orchestra (1969)
- Concerto per orchestra n. 1 (1971)
- Concerto per orchestra n. 2 (1977)
- Cinque invenzioni per orchestra (1991)
- Proemium per orchestra "In memoria di Alberto" (2012)

### Musica per strumento solista e orchestra
- Concerto per clarinetto, archi e pianoforte (1963)
- Concerto per pianoforte, archi, ottoni, timpani e percussione (1966)
- Tre pezzi per violino e undici archi (1973)
- Notturno per flauto e orchestra (1980)
- Ballata per pianoforte e orchestra (1982)
- Piccola grande ouverture da concerto per sassofono concertante e orchestra (2002)
- Rapsodia per viola e archi (2005)
- Concertino per chitarra e archi (2008)
- 241 - Concertino per pianoforte e orchestra d'archi (2015)

### Musiche di scena
- Musiche di scena per "Gori e Amina" su testo di Roberto Pancari (1957)
- Musiche di scena per "Esperimento ' 64 " di Mina Mezzadri (1964)
- Musiche di scena per "Woyzeck" di Georg Büchner (1969)
- Musiche di scena per "Sette contro Tebe" di Eschilo (1969)
- Musiche di scena per"La massera da bè" di Renzo Bresciani (1972)
- Musiche di scena per "Arnaldo da Brescia" di Vasco Frati e Massimo Castri (1973)
- Musiche di scena per "La tempesta " di William Shakespeare (1974)
- Musiche di scena per "La Terra non gira, o bestie!" di Costanzo Gatta e di Renzo Bresciani (1974)
- Musiche di scena per "E per compir le pari...giù botte ai popolari" di Sandro Fontana (1975)
- Musiche di scena per "Un uomo è un uomo" di Bertolt Brecht (1975)
- Musiche di scena per "La vita che ti diedi" di Luigi Pirandello (1978)
- Musiche di scena per "Edipo" di Seneca (1978)
- Musiche di scena per "Gulliver... per esempio" di Paolo Meduri (1978)
- Musiche di scena per "Così è, se vi pare" di Luigi Pirandello (1979)
- Musiche di scena per "Giocalice" di Paolo Meduri (1979)
- Musiche di scena per "Il padre" di August Strindberg (1980)
- Musiche di scena per "D'Artagnano moschettiero, falso è ma pare vero" di Paolo Meduri (1980)
- Musiche di scena per "La Venexiana" di anonimo (1981)
- Musiche di scena per "Flic e Floc" di Paolo Meduri (1981)
- Musiche di scena per "I Venerdì del signor Robinson" di Paolo Meduri (1982)
- Musiche di scena per "Le notti della Verna" di Italo Alighiero Chiusano (1982)
- Musiche di scena per "Il tartufo" di Molière (1982)
- Musiche di scena per "Chi ha rubato il tesoro del re?" di Paolo Meduri (1982)
- Musiche di scena per "Faust" di Johann Wolfgang von Goethe (1985)
- Musiche di scena per "Capitan Fracassa" di Costanzo Gatta (1986)
- Musiche di scena per "Il gabbiano" di Anton Čechov (1987)
- Musiche di scena per "Il canto del cigno" di Anton Čechov (1987)
- Musiche di scena per "John Gabriel Borkman" di Henrik Ibsen (1988)
- Musiche di scena per "Didone abbandonata" per piccola orchestra, adattamento di materiali dall'omonima opera di Johann Adolph Hasse su testo di Metastasio (1991)
- Musiche di scena per "Anatol" di Arthur Schnitzler (1992)
- Musiche di scena per "Teresa di Gesù" di Enrico Job (2000)